# Lista de prêmios e indicações recebidos por Catherine Keener
Esta é a lista de prêmios e indicações da atriz americana Catherine Keener.

## Óscar
| Ano  | Categoria                | Filme                    | Resultado |
| ---- | ------------------------ | ------------------------ | --------- |
| 1999 | Melhor Atriz Coadjuvante | Quero Ser John Malkovich | Indicado  |
| 2005 | Melhor Atriz Coadjuvante | Capote                   | Indicado  |

## Globo de Ouro
| Ano  | Categoria                                                        | Filme                    | Resultado |
| ---- | ---------------------------------------------------------------- | ------------------------ | --------- |
| 1999 | Melhor Atriz Coadjuvante/Secundária                              | Quero Ser John Malkovich | Indicado  |
| 2005 | Melhor Atriz Coadjuvante/Secundária                              | Capote                   | Indicado  |
| 2007 | Melhor Atriz Principal - Série, Minissérie ou Filme de Televisão | An American Crime        | Indicado  |

## Emmy Awards
| Ano  | Categoria                                                        | Filme             | Resultado |
| ---- | ---------------------------------------------------------------- | ----------------- | --------- |
| 2007 | Melhor Atriz Principal - Série, Minissérie ou Filme de Televisão | An American Crime | Indicado  |

## BAFTA
| Ano  | Categoria                | Filme  | Resultado |
| ---- | ------------------------ | ------ | --------- |
| 2005 | Melhor Atriz Coadjuvante | Capote | Indicado  |

## SAG Awards
| Ano  | Categoria                | Filme                    | Resultado |
| ---- | ------------------------ | ------------------------ | --------- |
| 1999 | Melhor Elenco            | Quero Ser John Malkovich | Indicado  |
| 1999 | Melhor Atriz Coadjuvante | Quero Ser John Malkovich | Indicado  |
| 2005 | Melhor Elenco            | Capote                   | Indicado  |
| 2005 | Melhor Atriz Coadjuvante | Capote                   | Indicado  |
| 2007 | Melhor Atriz Coadjuvante | Into the Wild (filme)    | Indicado  |

## Boston Society of Film Critics
| Ano  | Categoria                | Filme                       | Resultado |
| ---- | ------------------------ | --------------------------- | --------- |
| 2005 | Melhor Atriz Coadjuvante | Capote                      | Venceu    |
| 2005 | Melhor Atriz Coadjuvante | The 40-Year-Old Virgin      | Indicado  |
| 2005 | Melhor Atriz Coadjuvante | The Ballad of Jack and Rose | Indicado  |

## Broadcast Film Critics Association Award
| Ano  | Categoria                | Filme                 | Resultado |
| ---- | ------------------------ | --------------------- | --------- |
| 2005 | Melhor Atriz Coadjuvante | Capote                | Indicado  |
| 2007 | Melhor Atriz Coadjuvante | Into the Wild (filme) | Indicado  |

## Independent Spirit Award
| Ano  | Categoria                | Filme            | Resultado |
| ---- | ------------------------ | ---------------- | --------- |
| 1991 | Melhor Atriz Coadjuvante | Johnny Suede     | Indicado  |
| 2001 | Melhor Atriz Coadjuvante | Lovely & Amazing | Indicado  |

## Chicago Film Critics Association Award
| Ano  | Categoria                | Filme  | Resultado |
| ---- | ------------------------ | ------ | --------- |
| 2005 | Melhor Atriz Coadjuvante | Capote | Indicado  |

## Toronto Film Critics Circle Award
| Ano  | Categoria                | Filme  | Resultado |
| ---- | ------------------------ | ------ | --------- |
| 2005 | Melhor Atriz Coadjuvante | Capote | Venceu    |

## Las Vegas Society Award
| Ano  | Categoria                | Filme  | Resultado |
| ---- | ------------------------ | ------ | --------- |
| 2005 | Melhor Atriz Coadjuvante | Capote | Venceu    |

## Los Angeles City Film Circle Award
| Ano  | Categoria                | Filme                       | Resultado |
| ---- | ------------------------ | --------------------------- | --------- |
| 2005 | Melhor Atriz Coadjuvante | The Ballad of Jack and Rose | Indicado  |
| 2005 | Melhor Atriz Coadjuvante | The Interpreter             | Indicado  |
| 2005 | Melhor Atriz Coadjuvante | The 40-Year-Old Virgin      | Indicado  |
| 2005 | Melhor Atriz Coadjuvante | Capote                      | Venceu    |

## Dallas Film Circle Award
| Ano  | Categoria                | Filme  | Resultado |
| ---- | ------------------------ | ------ | --------- |
| 2005 | Melhor Atriz Coadjuvante | Capote | Venceu    |

## Florida Film Circle Award
| Ano  | Categoria                | Filme                    | Resultado |
| ---- | ------------------------ | ------------------------ | --------- |
| 1999 | Melhor Atriz Coadjuvante | Quero Ser John Malkovich | Indicado  |

## Kansas City Film Critics Circle Award
| Ano  | Categoria                | Filme                    | Resultado |
| ---- | ------------------------ | ------------------------ | --------- |
| 1999 | Melhor Atriz Coadjuvante | Quero Ser John Malkovich | Venceu    |

## Prêmio Saturno
| Ano  | Categoria                | Filme                    | Resultado |
| ---- | ------------------------ | ------------------------ | --------- |
| 1999 | Melhor Atriz Coadjuvante | Quero Ser John Malkovich | Indicado  |

## Online Film Critics Society
| Ano  | Categoria                | Filme                    | Resultado |
| ---- | ------------------------ | ------------------------ | --------- |
| 1999 | Melhor Atriz Coadjuvante | Quero Ser John Malkovich | Venceu    |

## Satellite Awards
| Ano  | Categoria                | Filme                    | Resultado |
| ---- | ------------------------ | ------------------------ | --------- |
| 1999 | Melhor Atriz Coadjuvante | Quero Ser John Malkovich | Indicado  |

## New York Film Critics Circle Awards
| Ano  | Categoria                | Filme                    | Resultado |
| ---- | ------------------------ | ------------------------ | --------- |
| 1999 | Melhor Atriz Coadjuvante | Quero Ser John Malkovich | Venceu    |